# 拉特羅布 (加利福尼亞州)
拉特羅布（英語：Latrobe）是位於美國加利福尼亞州埃爾多拉多縣的一個非建制地區。該地的面積和人口皆未知。

## 地理
拉特羅布的座標為38°33′35″N 120°59′02″W / 38.55972°N 120.98389°W，而該地的平均海拔高度為232米（即761英尺）。